# Lawrence Taylor
Lawrence Julius Taylor (nacido el 4 de febrero de 1959), apodado "L.T.", es un deportista retirado estadounidense. Jugó fútbol americano en la posición de linebacker durante toda su carrera deportiva con el equipo New York Giants en la National Football League (NFL). Es ampliamente considerado como uno de los mejores jugadores en la historia del fútbol americano profesional, y ha sido clasificado como el mejor jugador defensivo en la historia de la NFL por exjugadores, entrenadores, y medios de comunicación deportivos como NFL Network y Sporting News.
Después de ser seleccionado como un jugador All-American en 1980 por sus méritos deportivos en ese año jugando para el equipo de fútbol americano de la Universidad de Carolina del Norte en Chapel Hill, los Tar Heels, Taylor fue seleccionado por los Giants como la segunda selección global del Draft de 1981 de la NFL. Aunque su contrato causó controversia, debido a las demandas del mismo, ambos lados de la negociación llegaron a un mutuo acuerdo. Taylor ganó muchos premios como jugador defensivo en su temporada como novato. A lo largo de las décadas de 1980 y 1990, Taylor fue un jugador peligroso como linebacker externo, y se le acredita que provocó cambios en los esquemas de los equipos defensivos, los esquemas preventivos de la línea ofensiva y las formaciones ofensivas usadas en la NFL. Taylor promedió más de diez sacks en cada temporada desde 1984 hasta 1990, incluyendo una marca personal de 20.5 en 1986. Ganó tres Premios al Defensivo del Año y fue nombrado como el Jugador Más Valioso de la NFL (MVP) por su rendimiento durante la temporada de 1986. Fue nombrado como jugador titular del equipo All-Pro en cada una de sus primeras nueve temporadas y fue un jugador clave en el equipo defensivo de los Giants, apodado como "The Big Blue Wrecking Crew", que ayudó a New York a ganar en los Super Bowls XXI y XXV. Durante la década de 1980, Taylor y sus compañeros de equipo, Carl Banks, Gary Reasons y otro miembro del Salón de la Fama, Harry Carson, le dieron al cuerpo de linebackers de los Giants la reputación de ser uno de los mejores en la NFL. Taylor también es miembro del Salón de la Fama del Fútbol Americano Profesional.
Taylor tuvo un estilo de vida controvertido, durante y después de su carrera deportiva. Admitió haber utilizado drogas como la cocaína desde su segundo año como profesional en la NFL, y fue suspendido en varias ocasiones por esa liga por fallar los exámenes antidrogas. Su abuso de drogas fue en aumento después de su retiro deportivo, siendo encarcelado en tres ocasiones por intento de posesión de sustancias controladas. Desde 1998 hasta 2009, Taylor vivió sobrio y sin consumir drogas. Trabajó como comentarista deportivo tras su retiro, intentando tener una carrera como actor. Su vida personal quedó expuesta al escrutinio público en 2011 cuando se declaró culpable del delito de conducta sexual inadecuada con una mujer menor de edad.